# Nanna Svartz
Nanna Charlotta Svartz, under en tid Malmberg, född 25 juli 1890 i Västerås, död 3 april 1986 i Engelbrekts församling, Stockholm, var en svensk läkare. Hon blev Sveriges första kvinnliga professor vid en svensk statlig högskola. Hon var främst verksam inom området mag- och tarmsjukdomar samt reumatologi.

## Biografi

### Uppväxt
Nanna Svartz var dotter till läroverksadjunkten, filosofie doktorn i latin Anshelm Svartz och Anna född Moxén. Hennes fyra syskon var födda 1880–1885 och de dog alla under perioden 1887–1904. Hon genomgick Västerås flickskola, men eftersom flickor inte kunde ta studentexamen i Västerås, flyttade föräldrarna till Stockholm där hon fick ta examen vid Åhlinska skolan 1910. Skolans rektor Lydia Wahlström skriver i sina memoarer att Nanna Svartz var den ena av endast två som latinläraren Lisa Klingbom gav högsta betyg i latin under hela sin tjänstetid.  

### Karriär
Nanna Svartz föräldrar hade inte god ekonomi, och när det gällde yrkesval lär det ha bidragit att blivande maken Nils Malmberg skulle läsa vid Karolinska institutet. Om hon valde samma bana skulle hon kunna ärva hans kursböcker. Att yrkesvalet var det rätta fick hon bland annat bevis på när hon gick histologi-kursen för professor Emil Holmgren, som ansåg henne utomordentligt väl lämpad för arbete med mikroskopiska preparat. Men detta var på 1910-talet och då hade kvinnliga medicinare ännu knappast någon tanke på akademiska högre tjänster i framtiden.
Nanna Svartz fortsatte sina studier och blev invärtesmedicinare med tjänstgöringar både på klinik och i laboratorium på Serafimerlasarettet under professorerna H C Jacobaeus och Israel Holmgren. Fram till år 1936 hade hon publicerat 62 artiklar inom invärtesmedicinen särskilt mag-tarmsjukdomar och ledsjukdomar. De 22 professorer i Karolinska institutets lärarkollegium som 1937 vågade sig på att rösta fram en kvinna var födda åren 1875–1892. Att företrädaren Israel Holmgren och institutets rektor Gunnar Holmgren var söner till kvinnosakspionjären Ann Margret Holmgren kan ha bidragit till en grundläggande insikt om att "Det går an". 
Nanna Svartz blev utnämnd enligt år 1937 gällande bestämmelser för en ordinarie professur vid statlig högskola. Hon tillträdde året efter sin professur (vid dåvarande Serafimerlasarettet, en professur som hon höll fram till sin pensionering 1957). Hon blev därmed den första kvinnliga professorn vid en statlig högskola i Sverige; Anna Paues hade 1934 blivit den första kvinna som utnämnts till professor i Sverige, men hon blev aldrig anställd vid någon högskola. 
Nanna Svartz deltog verksamt i planeringen av det nya Karolinska sjukhuset och kunde 1940 flytta in som första chef vid dess medicinska klinik. Som nybliven professor fick hon uppdrag av nobelkommittén att i skrift introducera nobelpristagaren i medicin Gerhard Domagk, som påvisade de antibakteriella effekterna hos prontosil, en sulfonamid. Nanna Svartz utvecklade i samarbete med AB Pharmacia läkemedlet salicylazosulfapyridin (salufört av Pharmacia under namnet Salazopyrin), som tillhör sulfonamidgruppen.
Under 1940-talet fick hon i uppdrag att planera Konung Gustaf V:s forskningsinstitut, vars föreståndare hon var år 1948–1960 och där hon bedrev forskning rörande de reumatiska sjukdomarna. På Karolinska sjukhuset ledde hon arbetet med inrätta en reumatologisk klinik, som hon också var chef vid åren 1954–1957.
Som dotter till en latinlärare hade hon mycket goda språkkunskaper och hade ett vidsträckt kontaktnät av kolleger i hela världen. Hon var under en period ordförande i International Society for Internal Medicine.
Vid ett besök i Moskva 1961 fick hon av en sovjetrysk kollega uppgifter som kunde tyda på att gåtan med Raoul Wallenbergs försvinnande skulle kunna föras närmare en lösning, men något resultat till följd av dessa uppgifter har ännu inte uppnåtts.
1968 publicerades Nanna Svartz memoarbok Steg för steg.

### Familj
Från 1918 till sin död var hon gift med Nils Malmberg (1890–1987), som var chef på Barnsjukhuset Samariten i Stockholm. Deras dotter Gunvor Svartz-Malmberg blev också läkare och sedermera introduktör av litteratursökningssystemet Medlars-Medline i Norden. De är alla begravda på Östra kyrkogården i Västerås.